# (467041) 2016 CP216
(467041) 2016 CP216 es un asteroide perteneciente al cinturón de asteroides, descubierto el 1 de octubre de 2005 por el equipo Spacewatch desde el Observatorio Nacional de Kitt Peak (Arizona, Estados Unidos).